# Mr.Children Tour 2009 〜終末のコンフィデンスソングス〜
『Mr.Children Tour 2009 〜終末のコンフィデンスソングス〜』（ミスター・チルドレン・ツアー にせんきゅう しゅうまつのコンフィデンスソングス）は、日本のバンド・Mr.Childrenの13作目の映像作品。2009年11月11日にトイズファクトリーよりDVDで発売された。

## リリース・音楽性
通常盤のみの1形態で発売。DVD2枚組。三方背ボックス仕様となっており、フォトブックが封入されている。また、初回封入特典として2009年12月24日に追加公演として開催されたドームツアー『Mr.Children DOME TOUR 2009 SUPERMARKET FANTASY』東京ドーム公演の抽選先行受付が用意された。
15thアルバム『SUPERMARKET FANTASY』を引っ提げ開催されたアリーナツアー『Mr.Children Tour 2009 〜終末のコンフィデンスソングス〜』のうち、2009年5月14日 - 15日に行なわれた日本武道館公演のライブの模様を収録している。クリエイティブ・ディレクターは丹下紘希が、監督は谷聰志が務めた。また、特典映像として本ツアーの舞台裏映像を収録。
Mr.Childrenの映像作品としては、『Mr.Children "HOME" TOUR 2007 -in the field-』以来約2年3か月ぶりとなるリリース。
本作のアートディレクターは丹下が担当。

## チャート成績
初週で約11.9万枚を売り上げ、2009年11月23日付のオリコン週間DVDランキングで初登場1位を獲得。Mr.Childrenとしては『Mr.Children "HOME" TOUR 2007 -in the field-』より2作連続、通算4作目の週間DVDランキング1位となった。

## 出演
- Mr.Children
  - 桜井和寿：Vocal & Guitar
  - 田原健一：Guitar
  - 中川敬輔：Bass
  - 鈴木英哉：Drums
- 小林武史：Keyboards
- ナオト・インティライミ：Chorus & Guitar

## 収録内容

### DISC1
1. OPENING
2. 終末のコンフィデンスソング
3. everybody goes -秩序のない現代にドロップキック-
4. 光の射す方へ
5. 〈MC〉
6. 水上バス
7. つよがり
8. 〈MC〉
9. ロックンロール
10. 東京
11. 口がすべって
12. ファスナー
13. フェイク
14. 掌
  - 大サビのアレンジが変更されている。
15. 声

### DISC2
1. 〈MC〉
  - メンバー紹介が行なわれた。
2. 車の中でかくれてキスをしよう
3. HANABI
  - キーを半音下げて演奏された。
4. youthful days
5. エソラ
6. innocent world
7. 風と星とメビウスの輪
8. GIFT
9. 少年
  - ここからアンコール。
  - 曲前にMCが行なわれた。
10. 花の匂い
11. 優しい歌
12. END ROLL
  - BGMは「エソラ」。

#### BONUS
1. 舞台裏のコンフィデンスソングス
  - 横浜アリーナ公演の舞台裏映像。